# Cantonul Guéret-Nord
Cantonul Guéret-Nord este un canton din arondismentul Guéret, departamentul Creuse, regiunea Limousin, Franța.

## Comune
| Comune     | Populație (1999) | Cod poștal | Cod INSEE |
| ---------- | ---------------- | ---------- | --------- |
| Ajain      | 1 099            | 23380      | 23002     |
| Glénic     | 592              | 23380      | 23092     |
| Guéret     | 14 066 (1)       | 23000      | 23096     |
| Jouillat   | 462              | 23220      | 23101     |
| Ladapeyre  | 350              | 23270      | 23102     |
| Saint-Fiel | 917              | 23000      | 23195     |